# Ataque por hidrógeno a alta temperatura
El ataque por hidrógeno a alta temperatura (en inglés: high temperature hydrogen attack, abreviado HTHA), también llamado ataque de hidrógeno caliente o reacción de metano, es un problema que afecta a los aceros que operan a temperaturas elevadas (típicamente por encima de 400 °C) en atmósferas ricas en hidrógeno: en refinerías, petroquímicas y otras instalaciones químicas y, posiblemente, en calderas de vapor de alta presión. No debe confundirse con la fragilización por hidrógeno.
Cuando un acero se expone a hidrógeno muy caliente, la alta temperatura permite que las moléculas de hidrógeno se disocien y se difundan en la aleación como átomos individuales. El daño al material se produce en dos etapas:
1. Primero, el carbono disuelto en el acero reacciona con el hidrógeno de la superficie y se escapa en forma de gas metano. Esto conduce a una descarburación superficial y una pérdida de resistencia en la superficie. Inicialmente, el daño no es visible.
2. En segundo lugar, la reducción de la concentración de carbono disuelto crea un gradiente que conduce a la disolución de los carburos del acero. Esto conduce a una pérdida de resistencia del material más profunda y más grave. Al mismo tiempo, algunos átomos de hidrógeno se difunden en el acero y se combinan con el carbono para formar pequeñas bolsas de metano en las superficies internas, como los bordes de los granos y los defectos. Este gas metano, que no puede salir del metal por difusión, se acumula a alta presión en los huecos del acero e inicia grietas. Esta lixiviación selectiva de carbono es una pérdida más grave de resistencia y ductilidad.[2][3]

El HTHA se puede gestionar utilizando una aleación de acero diferente, una con carburos de otros elementos de aleación, como el cromo y el molibdeno, que son más estables que los carburos de hierro. Las capas de óxido  superficiales son ineficaces como protección ya que son reducidas inmediatamente por el hidrógeno, formando vapor de agua.
Se pueden detectar los daños de fases avanzadas de HTHA en piezas de acero mediante examen por ultrasonidos, que detectan los grandes defectos creados por la presión de metano. Cuando estos grandes defectos se dan en un componente sometido a tensión, pueden causar fallos que a menudo son catastróficos, ya que el gas hidrógeno caliente e inflamable escapa rápidamente.